# Loka-akasha
Le Loka-akasha (IAST loka-ākāśa) est dans le jaïnisme l'univers fini où les jivas: les êtres vivants et les ajivas: les matières se trouvent. Ce terme fait partie de la cosmographie jaïne, et cet univers n'est pas infini au contraire de l'aloka-akasa qui l'entoure.